# 300'erne
Århundreder: 3. århundrede – 4. århundrede – 5. århundrede
Årtier: 250'erne 260'erne 270'erne 280'erne 290'erne – 300'erne – 310'erne 320'erne 330'erne 340'erne 350'erne
År: 300 301 302 303 304 305 306 307 308 309